# Scheepvaart van A tot Z

## A

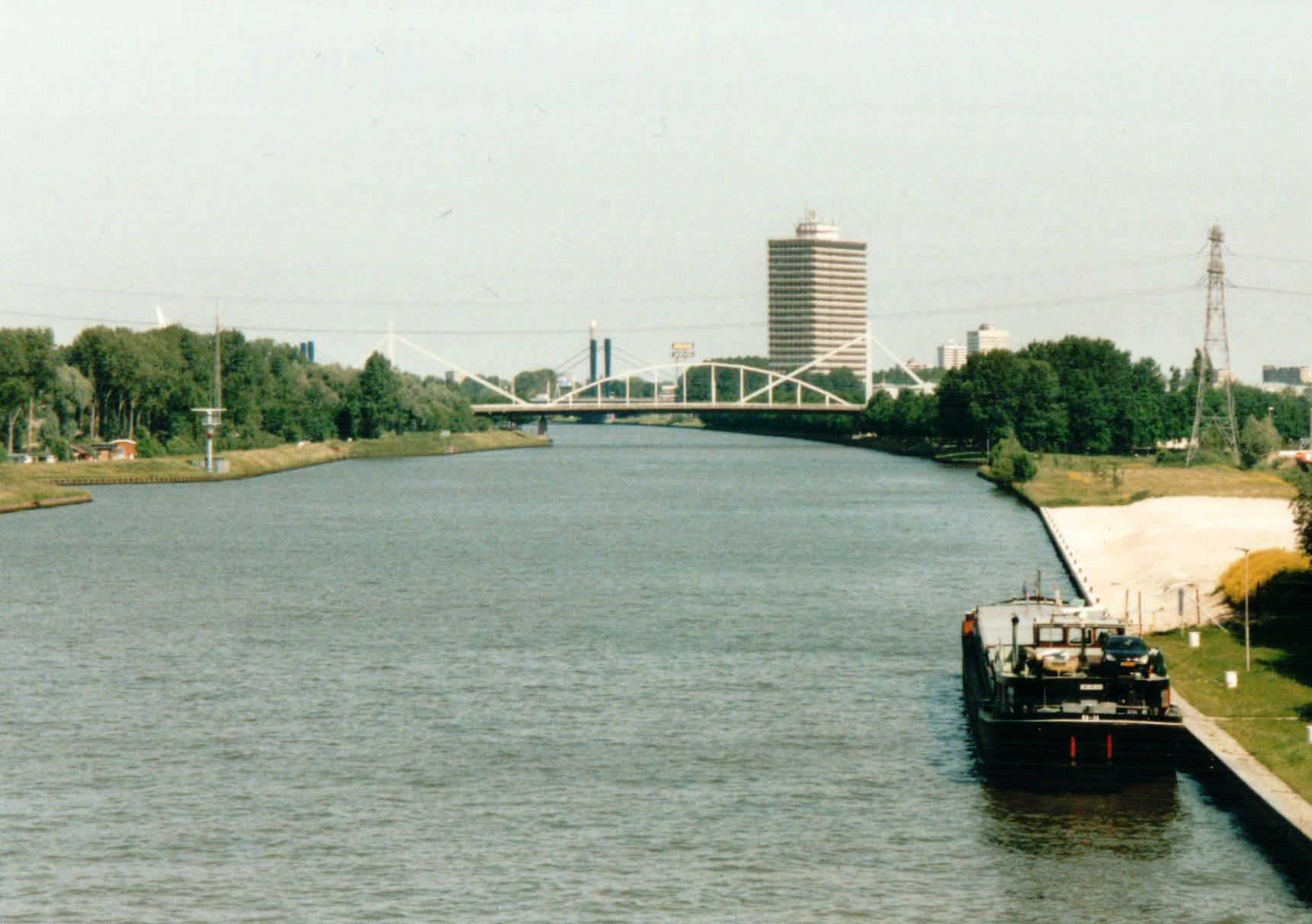
Amsterdam-Rijnkanaal

A950 Valcke
- Aak
- Aanslag
- Aanvaring
- Aap
- Abukir (stoomschip)
- Admiraal
- Admiraliteit
- Admiraliteitsraad
- AIS
- Albertkanaal
- Amfibisch transportschip
- Stad Amsterdam
- Amsterdam-Rijnkanaal
- Anchor Handling Tug
- Anker
- Anti-aanslag
- Averij
- Averij-grosse

## B
Baak
- Baggerschip
- Bakboord
- Bakboordlicht
- Baken
- Berghout
- Berging
- Beroepsvaart
- Betonning
- Betonningsrichting
- Beun
- Beurtvaart
- Bevelhebber der Zeestrijdkrachten
- Bevoorradingsschip
- Bijboot
- Bijliggen
- Binnenvaart
- Binnenvaartmuseum Dordrecht
- Binnenvaartpolitiereglement (met lijst van verkeerstekens)
- Binnenvaartschip
- Binnenwater
-Biologische aanslag
- Black frost
- Boeieraak
- Boeisel
- Boekanier
- Boot
- Bootsman
- Botter
- Brug
- Buikdenning
- Buiswater
- Bulkcarrier
- Butterworthing

## C
Cargadoor
- Catamaran
- CEMT-klasse
- Tocht naar Chatham
- Civil Liability Convention
- Classificatiebureau
- COLREG (Verdrag ter voorkoming van aanvaringen)
- Commandant Zeestrijdkrachten
- Commandeur
- Containerschip
- Continentaal plat
- Cruiseschip

## D
Dagmerk (constructie) - Dagmerk (schip)
- Deadweight tonnage
- Dek
- Laura Dekker
- Den(nenboom)
- Diepgang
- Doop
- Dortmund-Eemskanaalschip
- Draak (zeilboot)
- Duikboot
- Dukdalf
- Duwbak
- Duwboot
- Duwvaart

## E
Eb
- Echolood
- Eemskanaal
- Evenredige vrachtverdeling
- Europaschip
- Europoort
- Exclusieve economische zones
- Extreme 40
- Extreme Sailing Series

## F
Fast Attack Craft
- Flying Dutchman (zeilschip)
- Fok
- Fregat (modern)
- Fregat (zeilschip)

## G
Galei
- Gangboord
- Gastanker
- Gassing
- Genua
- Getijde
- Goedkope vlag
- Grondzee
- Groot Rijnschip
- Grootzeil
- Grote vaart

## H

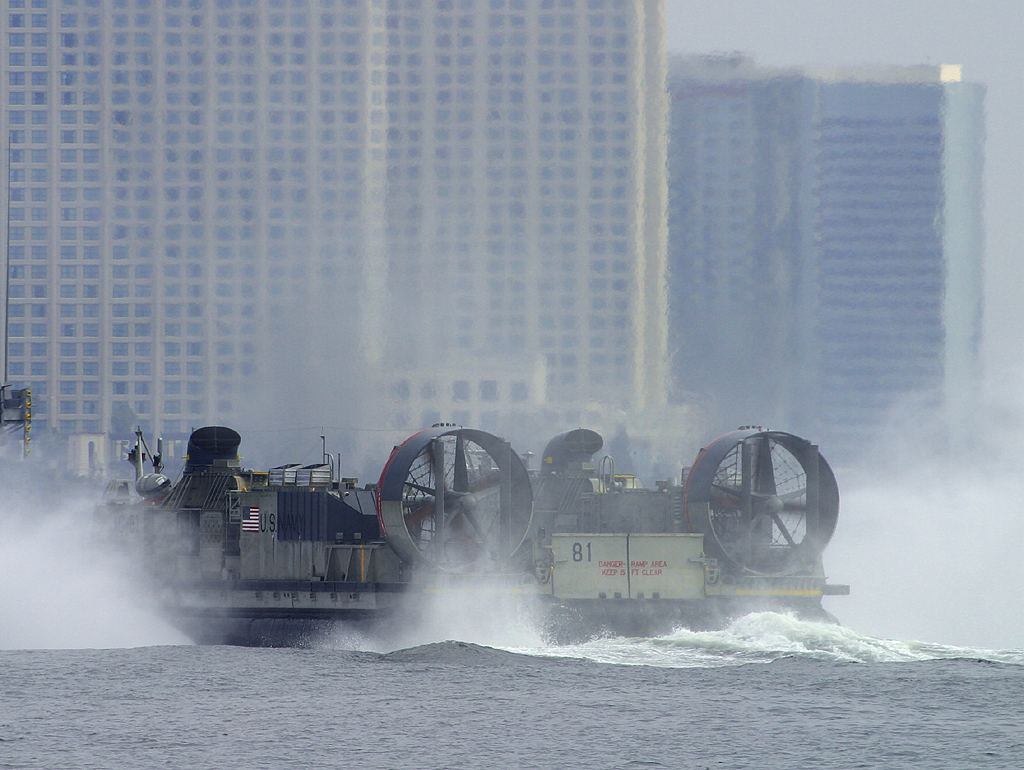
Hovercraft

Hak
- Halfwinder
- Handelsvlag
- Haven
- Havengeld
- Havenarts
- Havenhoofd
- Heklicht
- Hellend vlak
- Hellingbaan
- Herald of Free Enterprise
- Hobie cat
- Holland-Amerika Lijn
- Hoogwater
- Hovercraft

## I
IALA Maritiem Betonningsstelsel
- IMO-nummer
- Internationaal Verdrag inzake de voorbereiding op, de bestrijding van en de samenwerking bij olieverontreiniging
- Internationaal Verdrag inzake opsporing en redding op zee
- International Association of Classification Societies
- International Association of Marine Aids to Navigation and Lighthouse Authorities
- International Maritime Bureau
- IMO, Internationale Maritieme Organisatie
- Internationale wateren
- Inzinkingsmerk
- het IJ
- IJsbreker
- IJslandvaart
- IJsselmeer

## J

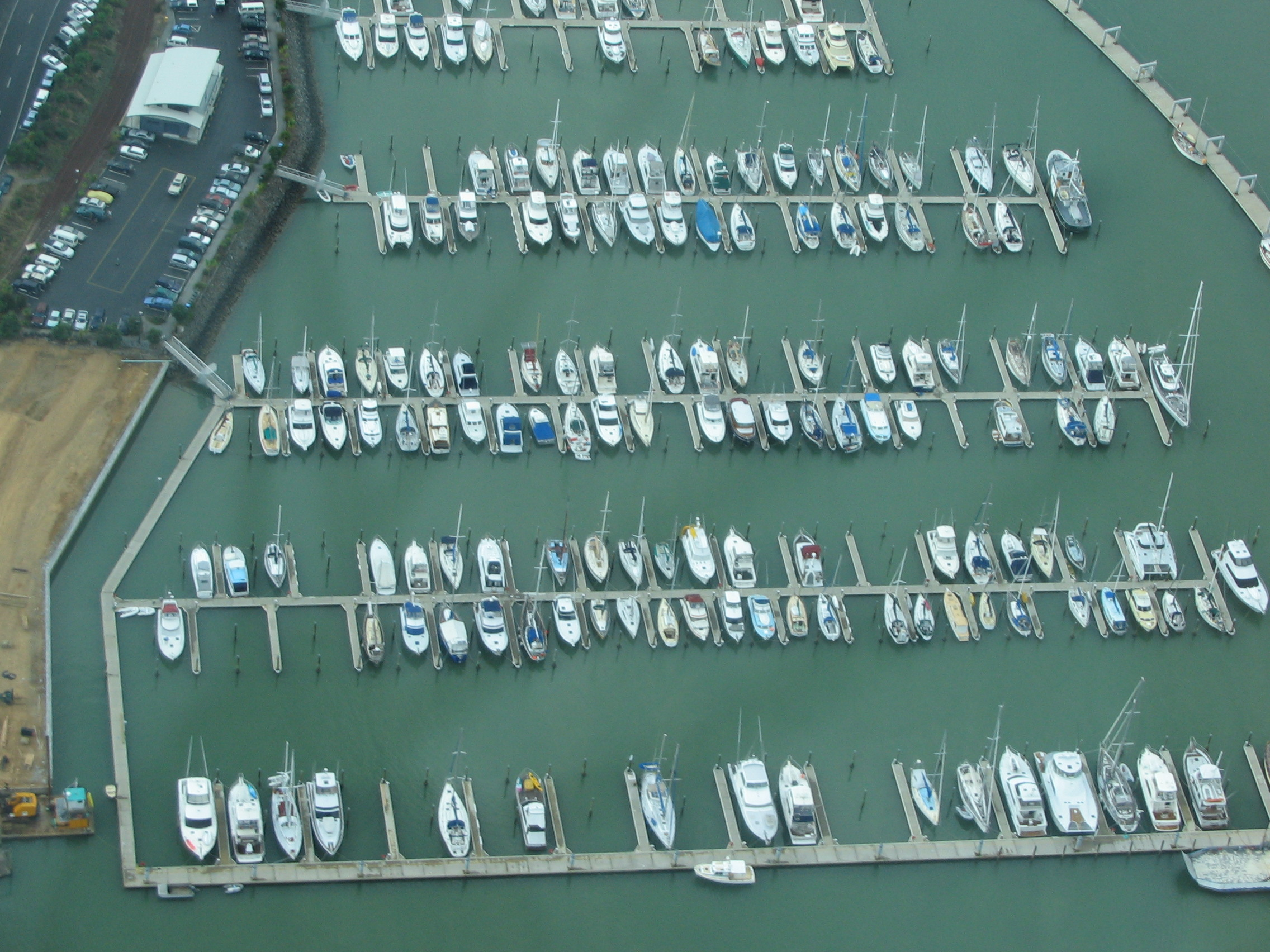
Jachthaven

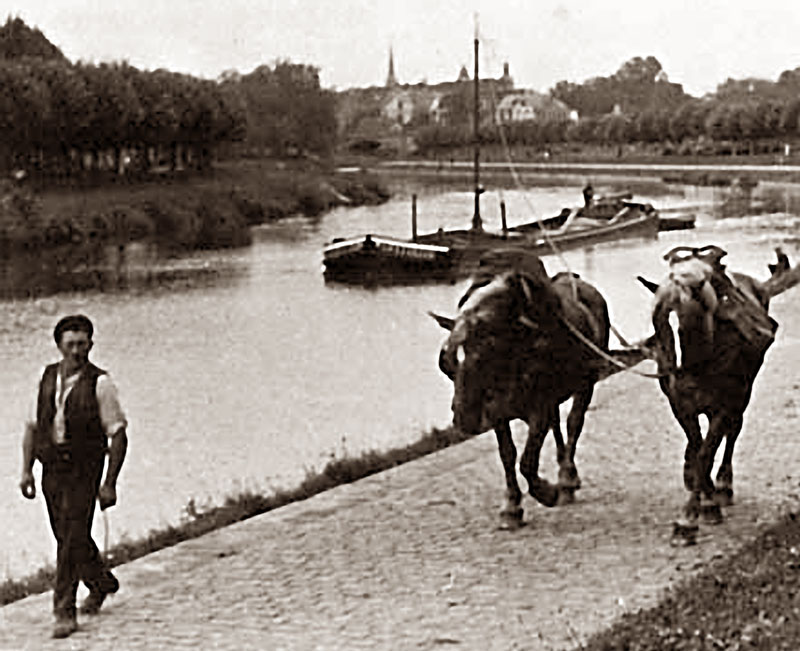
Het jagen met paarden

Jaagpad
- Jacht
- Jachthaven
- Jagen
- Jol
- Julianakanaal

## K
Kaagweek
- Kaap
- Kaapstander
- Kabelaring
- Kaiserliche Marine
- Kajak
-Kajuit
- Kanaal
- Kano
- Kaper
- Kaperbrief
- Kapitein
- Kapitein-ter-zee
- Kapitein-luitenant-ter-zee
- Kapseizen
- Kardinale markering
- Kempenaar
- Kiel
- Kielhalen
- Kluiver
- Knoop
- Kofferdam
- Kombuis
- Kompas
- Koninklijke Marine
- KNRM
- Koopvaardij
- Korps Mariniers
- Korvet
- Kotter
- Kraak (binnenvaart)
- Kraak (zeeschip)
- Kribbaken
- Kriegsmarine
- Kruiser
- Kugelbake
- Kustwacht
- Kwadrant

## L
Laadruim
- Landingsvaartuig
- Landvast
- Laterale markering
- Lengte over alles
- Lengte tussen de loodlijnen
- Lettercode van de thuishaven
- Lichter
- Lichthuis
- Lichtopstand
- Lichtschip
- Lighter aboard ship
- Linieschip
- Lloyd's Register
- Logger
- Loodlijn
- Loodsboot
- Luik
- Luitenant-admiraal

## M
Machinekamer
- Mammoettanker
- Prinses Margrietkanaal
- Mast
- Mare Liberum
- Mare Nostrum
- Koninklijke Marine
- Marinevlag
- Marinevlaggen van de wereld
- Maritiem Museum Rotterdam
- Markering voor geïsoleerd gevaar
- Markering voor veilig vaarwater
- MARPOL 73/78
- Matroos
- Meetbrief
- Merkel
- MMSI
- Morse
- Mijnenjager
- Mijnenveger

## N
Navigatie - Navigatielicht - Nieuwe Waterweg - Nood-wrakboei - Noordzeekanaal

## O
Olietanker
- Onderzeeboot
- Onderzoekschip
- Oorlogsschip
- Oorlogsvlag
- Oostende voor Anker
- Opblaasboot
- OV te water

## P
Panamakanaal
- Platbodem
- Platformbevoorradingsschip
- Pleziervaart
- Plimsollmerk
- Pont
- Ponton
- Potdeksel
- Prikken
- Punter

## R
Radarbaken
- Radarreflector
- Raderstoomboot
- Ramsteven
- Rangen in de zeevaart
- Recreatievaart
- Reddingsboot
- Rederij
- Registerton
- Rhein-Herne kanaalschip
- Rivier
- Rigid Inflatable (RIB)
- Rijksvaarweg
- Rijn-Donaukanaal
- Rijnvaart (Centrale commissie voor de)
- Rijnvaartakte (herzien)
- Roef (scheepsterm)
- Roeien
- Roeiriem
- Roer (schip)
- Roer (rivier)
- Roerkoning
- Roll-on-roll-offschip
- Romp
- Rondhout

## S
Scheepsdoop
- Scheepslift
- Scheepsmetingsverdrag
- Scheepsnummer
- Scheepsramp
- Scheepsregister
- Scheepsromp
- Scheepsruim
- Scheepsstabiliteit
- Scheepsverf
- Scheepswrak
- Scheepvaart
- Scheepvaartmuseum Amsterdam
- Scheepvaartmuseum Groningen
- Schepenlift
- Schip
- Schipbreuk
- Schipbreukeling
- Schippersbeurs
- Schoener
- Schoot
- Schroef
- Schroefraam
- Schout-bij-nacht
- Schuit
- Schutsluis
- Schutsluis Hengelo
- Search And Rescue
- Seinvlag
- Sextant
- Signalisation des Voies de Navigations Intérieure
- Sjorder
- Skiff (roeiboot)
- Skiff (zeilboot)
- Skûtsje
- Slag in de Javazee
- Slagschip
- Slagzij
- Sleepboot
- Sloep
- Sloptank
- Smit Internationale
- Sneekweek
- SOLAS
- Soling
- Sonar
- Spant
- Speciale markering
- Spinnaker
- Spits
- Spreekbuis
- Stag
- Staketsel
- Stand van de zeilen
- Van Starkenborghkanaal
- STCW (Internationaal Verdrag betreffende de normen voor zeevarenden inzake opleiding, diplomering en wachtdienst)
- Stuurman
- Stuurboord
- Stuurboordlicht
- Stuurhuis
- Stuwadoor
- Supervliegdekschip
- Suezkanaal

## T
Territoriale wateren
- TESO
- TEU
- Titanic
- Tjalk
- Tonnenmaat
- Tornado
- Torpedo
- Torpedoboot
- Torpedobootjager
- Training Nautische Vaardigheden (TNV)
- Trekschuit
- Trekvaart
- Trim
- Trireem
- Tros
- Touwwerk
- Twentekanaal

## U
U-boot
- Uitwateringsmerk
- Uitwateringsverdrag

## V
Vaarbewijs
- Vaarweg
- Val
- Veerboot
- Veerpont
- Vendée Globe

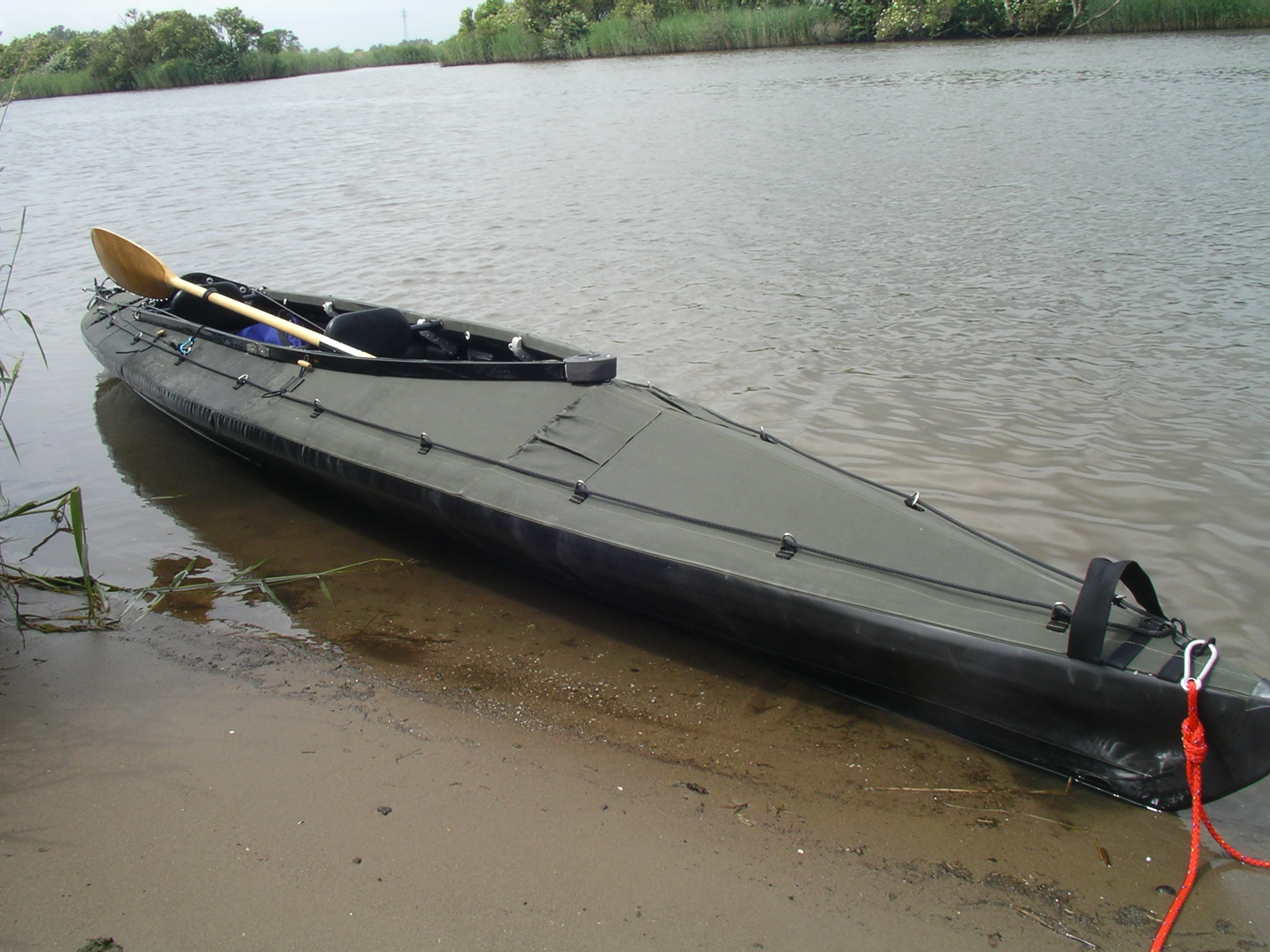
Vouwkano

- Verdrag tot bestrijding van wederrechtelijke gedragingen gericht tegen de veiligheid van de zeevaart
- Vereenigde Oostindische Compagnie
- Verkeersscheidingsstelsel
- Verkeersscheidingsstelsels op de Noordzee
- Verklaring van Parijs
- Verstaging
- Vervuiling door de scheepvaart
- Vice-admiraal
- Vlaggenstaat
- Vlet
- Vletten
- Vletterman
- Vliegdekschip
- Vloed
- Volvo Ocean Race
- Voorstag
- Vouwkano
- Voyage data recorder
- Vrachtschip
- Vrijboord
- Vuurtoren

## W
Waarschip
- Want
- Waterjet
- Waterlijn
- Waaiersluis
- White frost
- Windjammer
- Woonboot
- Walstroom

## Z
Zaling
- Zee
- Volle zee
- Zeebrief
- Zeekaart
- Zeemansvrouw
- Zeemijl
- Zeemijn
- Zeerechtverdrag van de Verenigde Naties
- Zeeroverij
- Zeescheepvaart
- Zeescouts
- Zeeslag
- Zeil
- Zeilboot
- Zeilen
- Zeilschip
- Zeilsport
- Zomp
- Zone voor het Kustverkeer
- Zorglijn
- Zwaard